# 花王和歌山工場
座標: 北緯34度12分50秒 東経135度09分10秒 / 北緯34.213856度 東経135.152805度

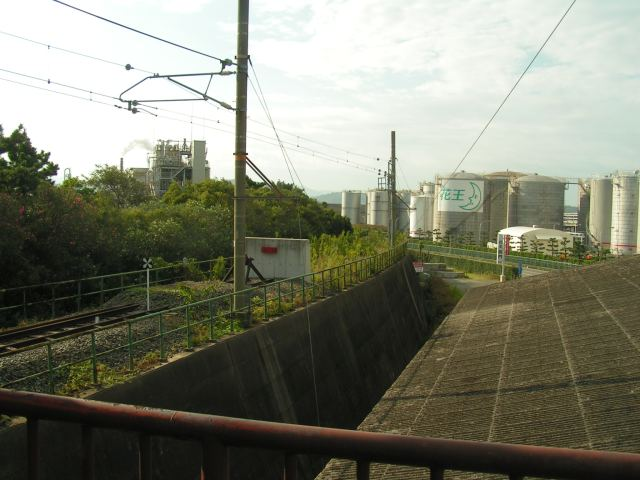
南海和歌山港駅から見た花王和歌山工場（2005年10月7日）。

花王和歌山工場（かおうわかやまこうじょう）は、和歌山県和歌山市内（和歌山平野）を流れる紀ノ川河口南部に広がる臨海部（和歌山湾）にある花王の主力工場である。
特定重要港湾である和歌山下津港に隣接している。

## 概要
国内外の花王の全工場中、最大規模の工場で、総生産量の4割強を占める。主な取り扱い製品は家庭用洗剤、石鹸などで、業務用商品も扱う。また敷地内に研究所が設けられている。
その他、全国にある花王の各工場で原料として使用される化学製品（原料段階の液体品）を製造して供給しており、花王の主力工場として重要な役割を果たしている。
また、鉄道貨物輸送に力を入れている。
地球環境とエコ技術の情報発信ミュージアムである花王エコラボミュージアムも併設されている。

## 沿革
- 1944年（昭和19年） - 大日本油脂株式会社の和歌山工場として操業を開始する。後に「日本有機株式会社和歌山工場」となった。
- 1949年（昭和24年） - 花王油脂株式会社の和歌山工場となる。
- 1954年（昭和29年） - 花王石鹸と花王油脂が合併し、花王石鹸株式会社の和歌山工場となる。
- 1985年（昭和60年） - 社名が「花王株式会社」に変更され、現在に至る。

## データ
- 従業員 - 約1,650名
- 敷地面積は42.5ha（甲子園球場の約13倍）
- 生産品量 - 主に衣料用洗剤、漂白剤、シャンプー、ハミガキなど家庭用の消耗製品や工業用製品を製造出荷している。

## 住所
- 〒640-8580 和歌山県和歌山市湊1334

## アクセス
- JR和歌山駅から和歌山バス乗車、湊停留所下車
- 南海和歌山市駅から和歌山バス乗車、湊停留所下車
- 南海和歌山港線和歌山港駅から徒歩